# Vertikalrotor (Windturbine)

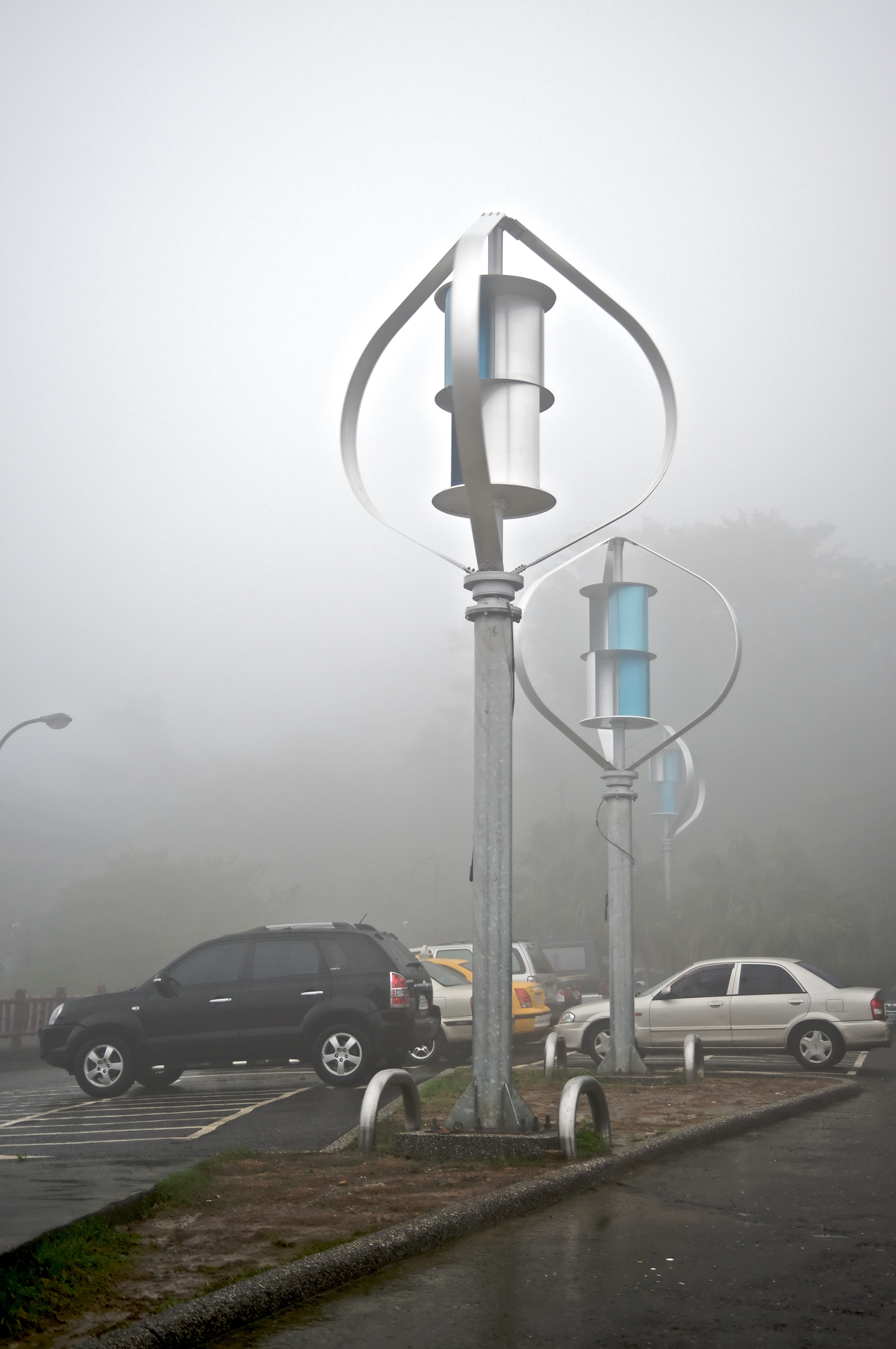
Hybrid aus Darrieus- und Savonius-Rotor

Ein Vertikalrotor (auch Vertikal(achs)windturbine, -windrad, oder -läufer genannt, kurz VAWT, englisch Vertical Axis Wind Turbine) ist eine Bauart eines Windgenerators, bei dem die Drehachse, die zugleich die Welle ist, vertikal (lotrecht) steht.
Das Drehmoment entsteht durch winkelabhängigen dynamischen Auftrieb oder Strömungswiderstand. Es gibt solche Windmühlen mit festen Flügeln oder beweglichen Elementen (siehe Klappflügel-Rotor).
Die Drehbewegung ist bei solchen Turbinen oft unabhängig von der Windrichtung, sie benötigen also keine Windrichtungsnachführung. Eine solche windrichtungsunabhängige Turbine, die den Strömungswiderstand nutzt, wird im englischen Sprachraum auch Panemone windmill genannt (von griechisch pan = „jeder“ oder „alle“; anemos = „Wind“).
Andere Bauformen haben feststehende Leitelemente für den Wind und arbeiten nur in der Hauptwindrichtung.
Bei Windmühlen mit vertikaler Achse ist historisch auch die Bezeichnung Horizontalwindmühle üblich, wobei sich horizontal nicht auf die Lage der Achse, sondern die der Radebene bezieht (vgl. Horizontalrad-Wassermühle).

## Geschichte
Horizontalwindmühlen mit ihrer vertikalen Achse gehören wegen der einfachen und robusten Bauweise zu den ältesten bekannten Mühlen. Lange vor den heute üblichen Windmühlen mit horizontaler Achse wurden sie von den Chinesen (siehe auch Klappflügel-Rotor), den Persern und anderen Hochkulturen eingesetzt. Erst im Mittelalter etablierte sich in Mitteleuropa die Bauform mit horizontaler Drehachse und Flügeln aus Holz und/oder Tuch.

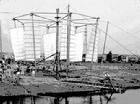
Chinesische Windmühle
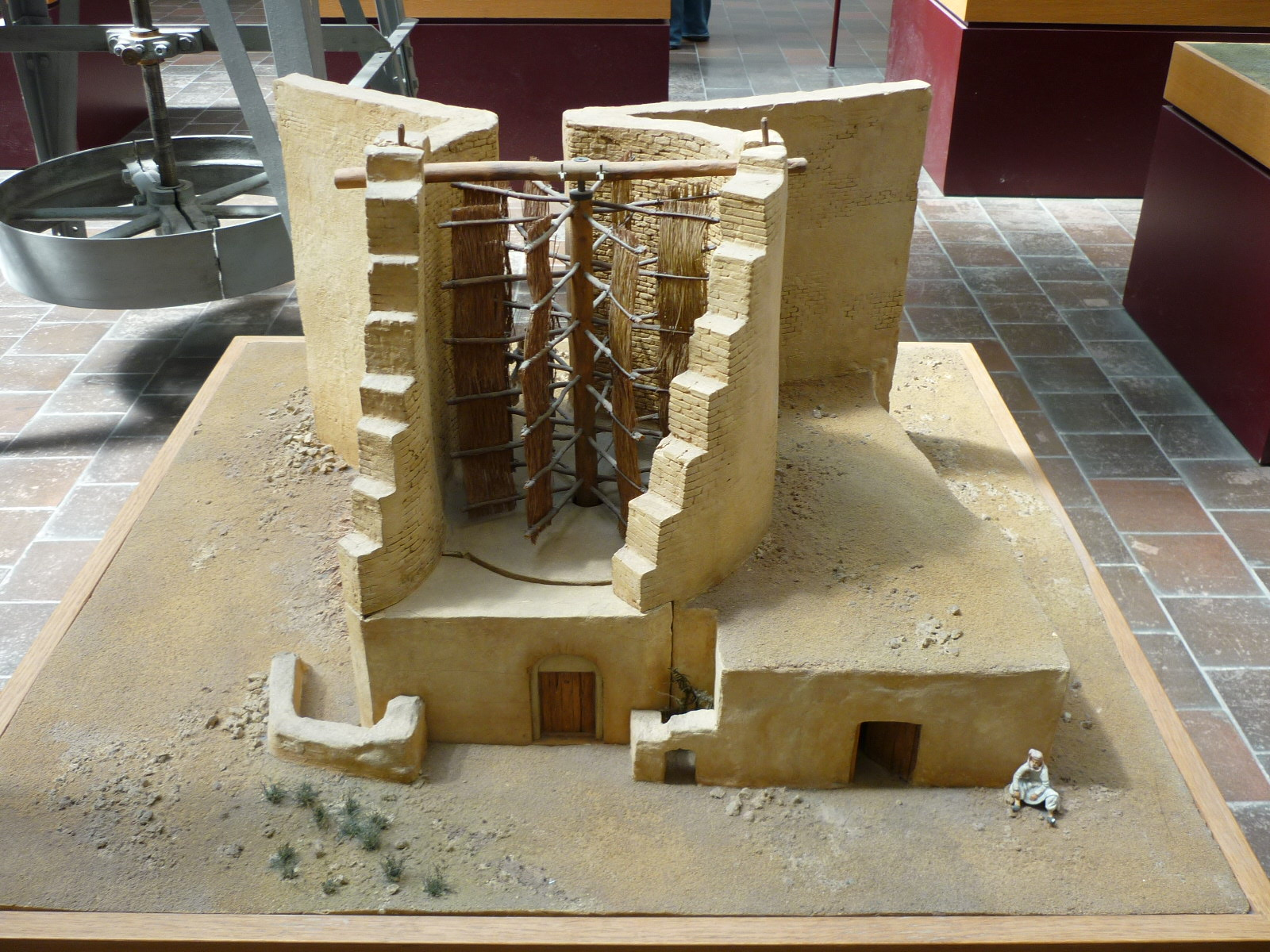
Persische Horizontalwindmühle, Modell, Deutsches Museum
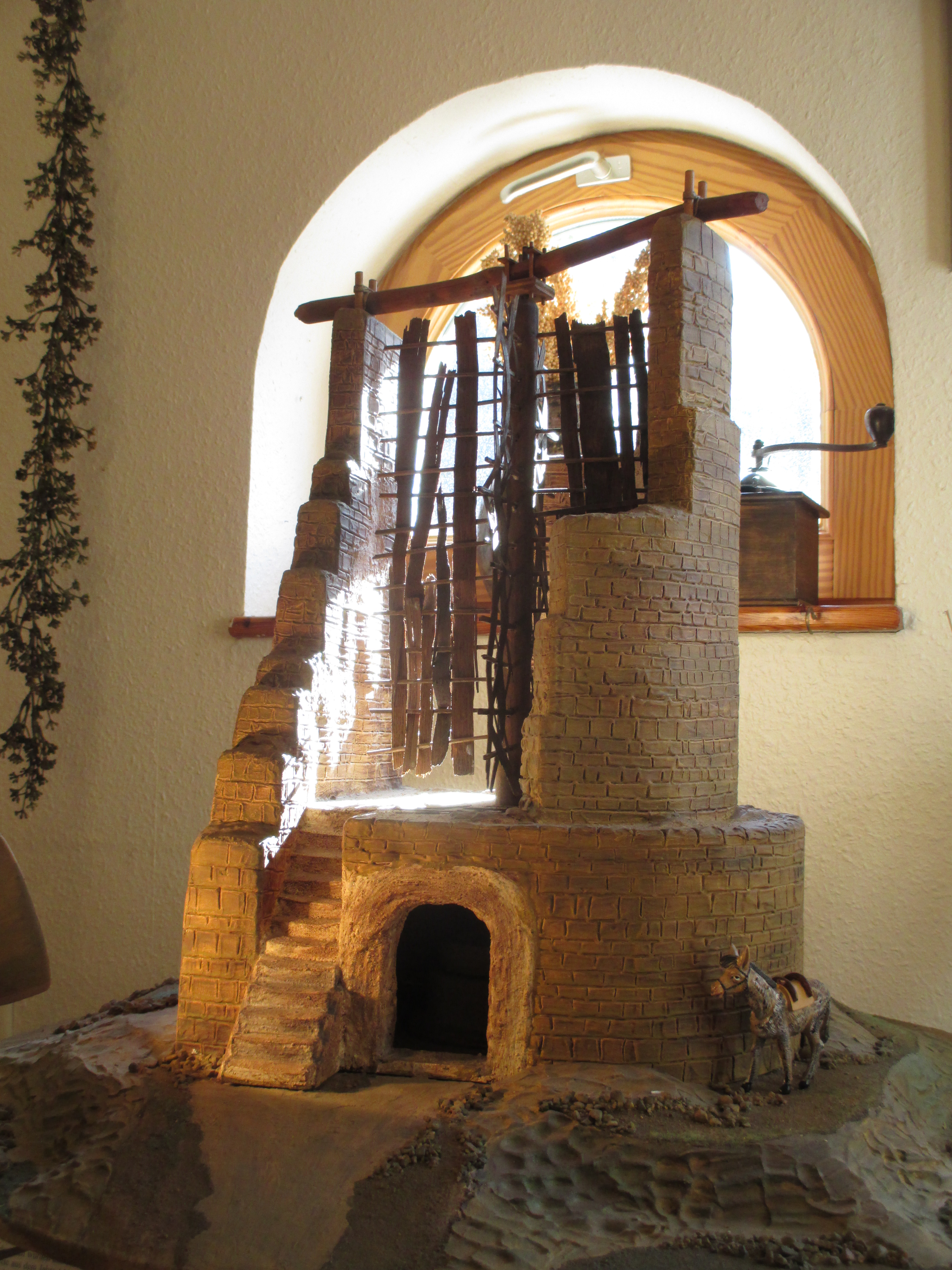
Afghanische Horizontalwindmühle, Modell, Mühlenmuseum Hiesfeld

Ab Mitte des 19. Jahrhunderts arbeiteten Ingenieure und Techniker an der Entwicklung von sogenannten „Windmotoren“, d. h. fortschrittlichen Windmühlen als Maschinenantrieb für Pumpwerke und zur Stromerzeugung. Hierbei wurde sowohl an Windrädern mit horizontaler Achse (etwa der Westernmill), als auch an Weiterentwicklungen mit vertikaler Achse gearbeitet:
- James Blyth (Ingenieur), ab ca. 1885: Widerstandsläufer in Schalenbauweise
- Georges Darrieus, ab Mitte der 1920er-Jahre (Patente 1927 und 1931): Erfindung des Darrieus-Rotors
- Sigurd Savonius, Mitte der 1920er-Jahre (Patent 1926): Erfindung des Savonius-Rotors

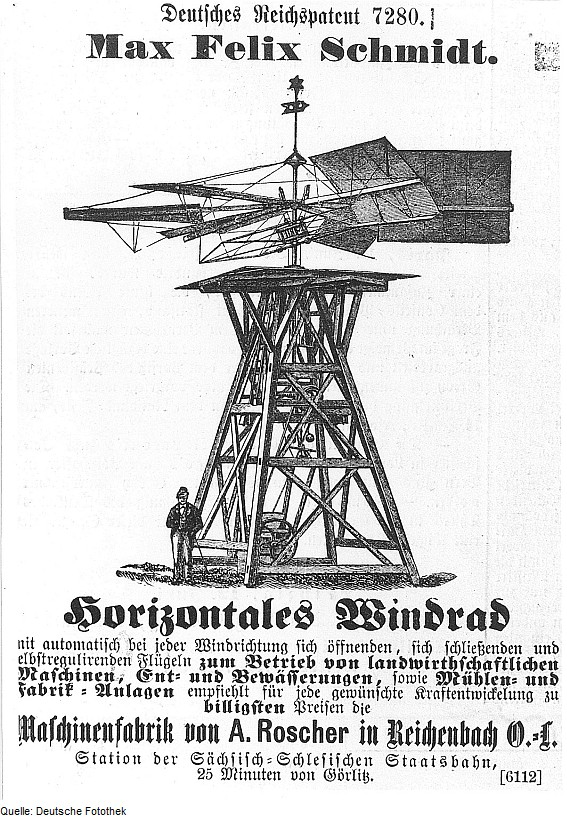
Horizontal- windmühle mit klappenden Flügeln (1880)
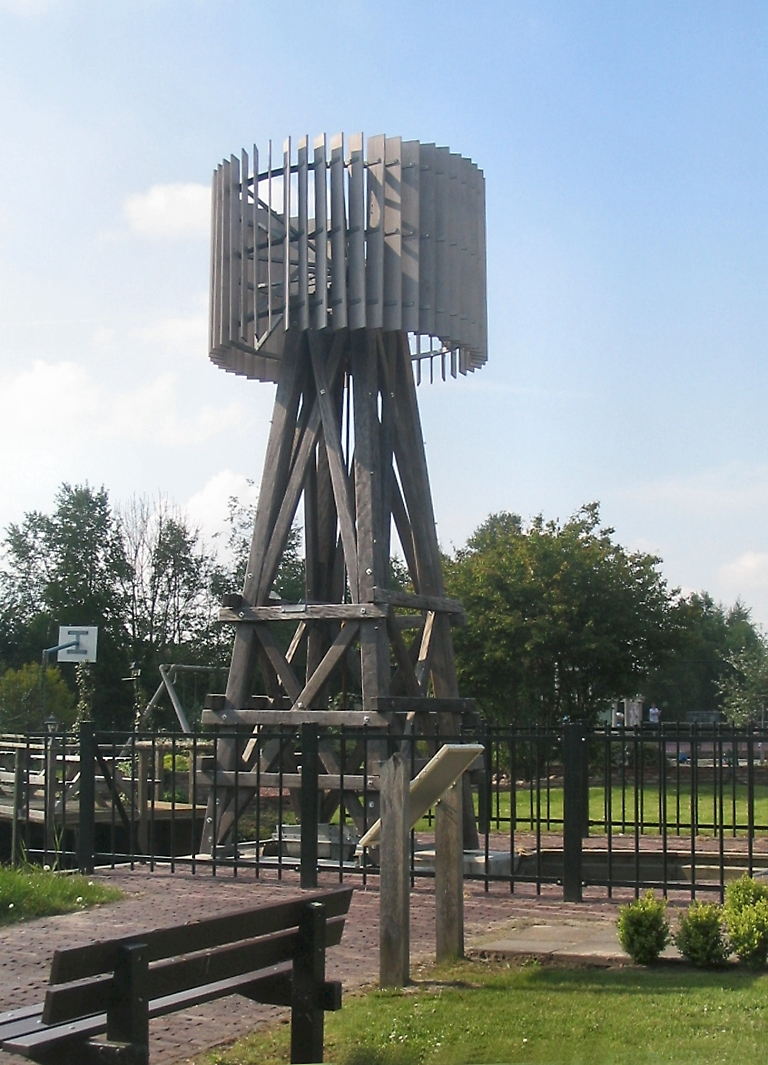
Vertikalachs- windmühle als Antrieb für ein Pumpwerk (Paasloo, Niederlande, 1899)
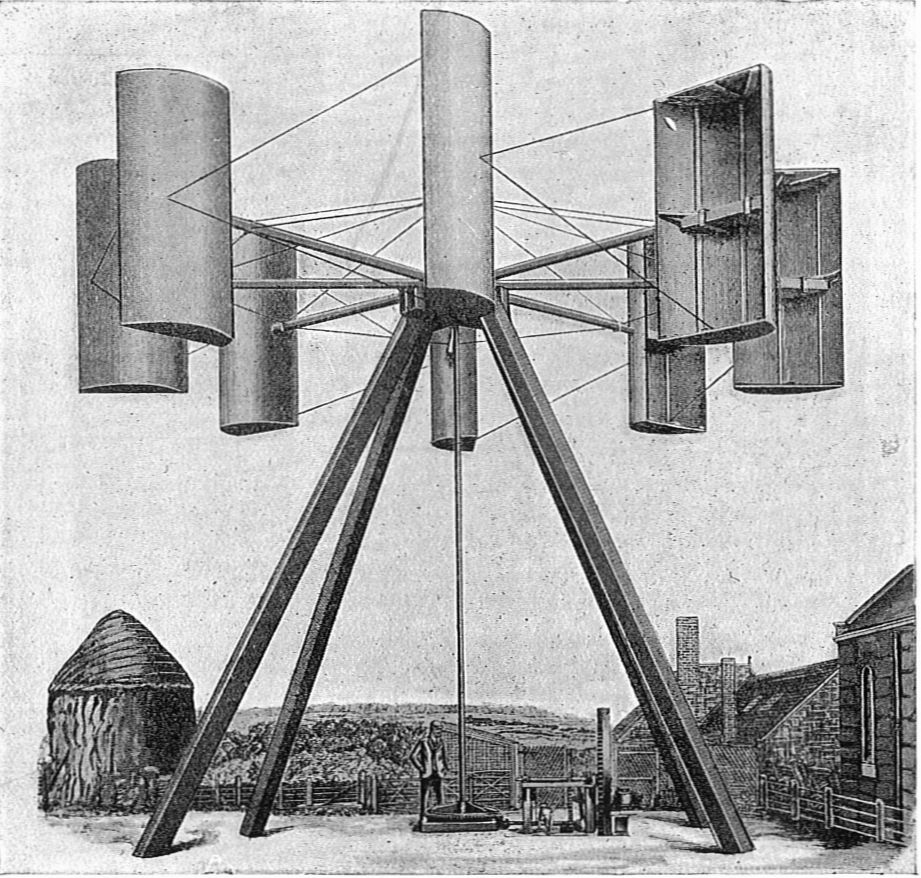
Windmotor von James Blyth (1905)
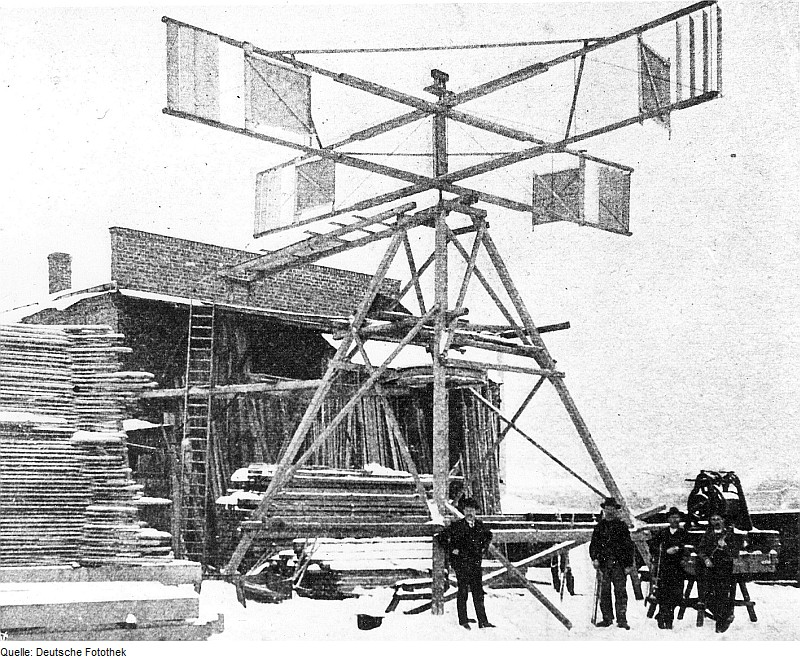
Windmotor als Antrieb für eine Sägemühle (Leipzig, 1907)

## Typen

### Widerstandsläufer

Wirkungsweise eines Savonius-Rotors
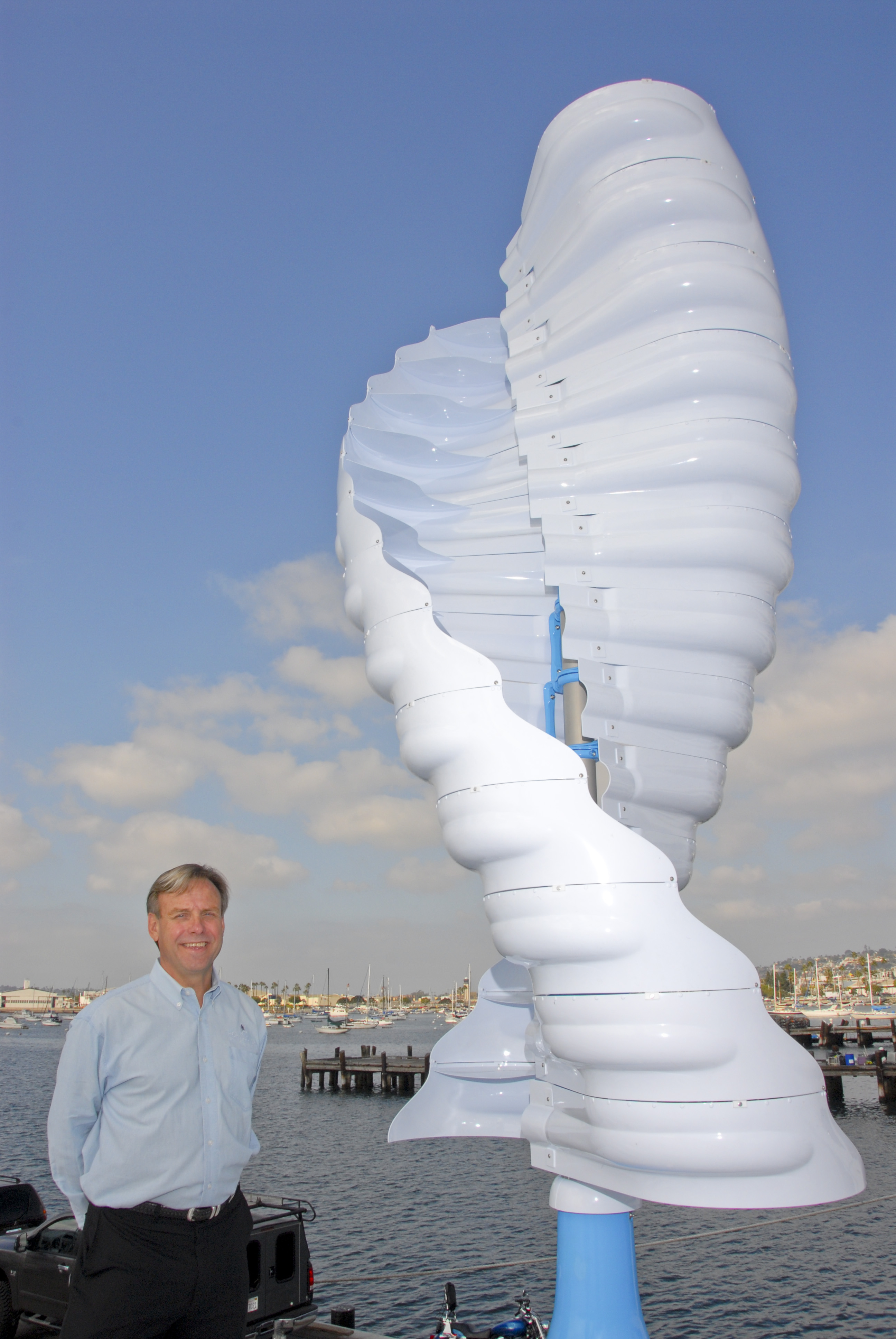
Verdrillter Savonius-Rotor (Helix-Form)

Widerstandsläufer nutzen vorwiegend den Strömungswiderstand der Flügel. Durch den Staudruck, der durch das Abbremsen der Windströmung auf der Luv-Seite (dem Wind zu) des Flügels entsteht, wirkt eine Kraft auf die Fläche des Flügels, welche den Flügel nach Lee (vom Wind weg) drückt. Die Kraft ist am größten, wenn der Flügel stillsteht, sie reduziert sich, je schneller sich der Flügel dreht. Die Schnelllaufzahl Lambda ist immer kleiner als Eins; Widerstandsläufer sind also ausgesprochene Langsamläufer. Die theoretisch erreichbaren Leistungsbeiwerte liegen etwa bei maximal 0,2 – die praktisch erreichbaren noch deutlich niedriger.
Typen
- Savonius-Rotor
  - Helix-Form (verdrillt)
- Schalen-Rotor (ähnlich Schalenstern-Anemometer)
- Vertikalachs-Windrad mit einzeln drehbaren Flügeln
- Durchström-Rotor (mit vielen Schaufeln am Umfang, ähnlich einer Querstrom-Wasserturbine oder einem Querstromventilator[9] jedoch ohne Gehäuse, dafür manchmal mit Leitschaufeln)
- Historische Typen (siehe Abschnitt Geschichte)
  - Persische Windmühle
  - Chinesische Windmühle (leichte Hybrideigenschaften, siehe unten und Klappflügel-Rotor)

### Auftriebsläufer

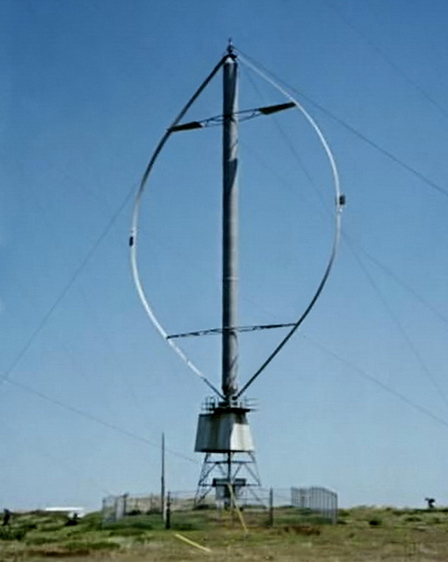
Darrieus-Rotor in „Schneebesen“-Form
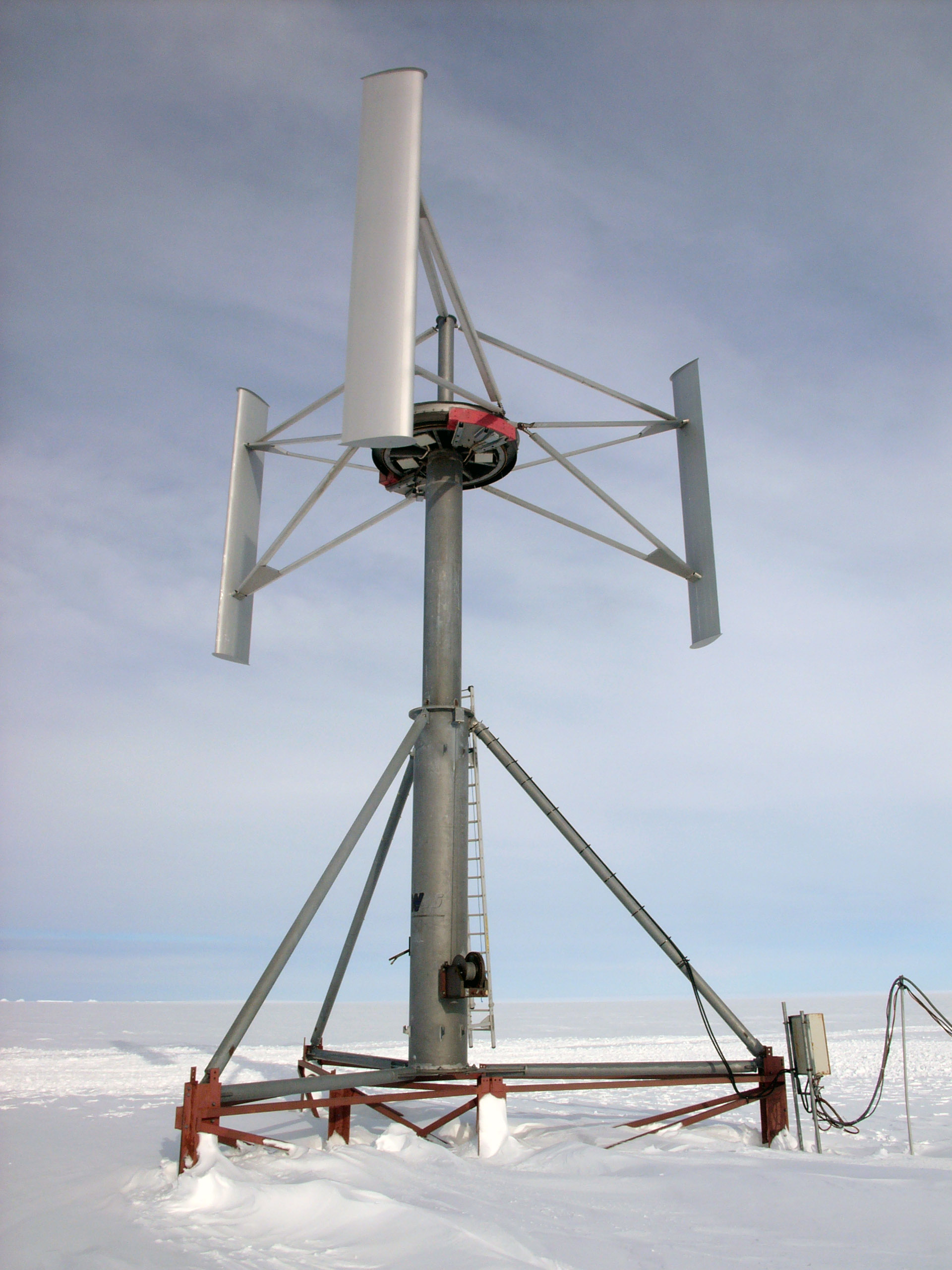
Darrieus-Rotor in „H“-Form, dreiflügelig
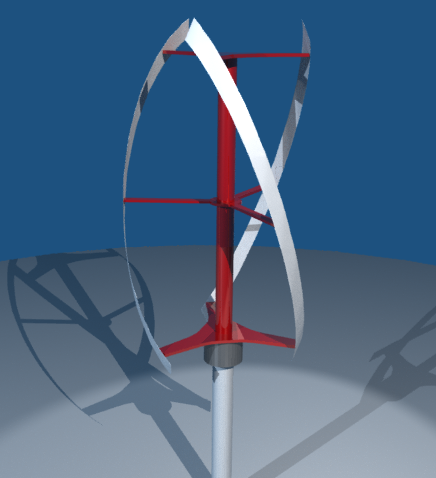
Darrieus-Rotor in „Helix-Form“, dreiflügelig

Auftriebsläufer nutzen den dynamischen Auftriebseffekt einer Tragfläche. Durch die Umströmung des profilierten Flügels entsteht auf der Flügelvorderseite ein Sog (Unterdruck), auf der Rückseite ein leichter Überdruck. Die Druckdifferenz bewirkt eine Kraft auf den Flügel. Diese Kraft erreicht ihr Maximum, wenn der Flügel in Bewegung ist; die optimale Geschwindigkeit hängt von der Windgeschwindigkeit und dem Flügelprofil ab. Die Schnelllaufzahl Lambda ist größer als eins, bis zu etwa fünfzehn; es werden Leistungsbeiwerte von bis zu 0,5 erreicht. Je leistungsfähiger der Rotor jedoch im oberen Geschwindigkeitsbereich ist, umso geringer ist das Anlaufdrehmoment, das er im Stillstand liefern kann. Gleichzeitig benötigt der größere Generator aber ein höheres Drehmoment zum Anlaufen. Große Auftriebsläufer ohne Flügelverstellung benötigen deshalb einen Hilfsmotor zum Starten.
Typen
- Darrieus-Rotor
  - O-Form („Schneebesen“-Form, klassisch)
  - H-Form
  - Helix-Form („Gyromill“, verdrillt)

### Hybridformen
Hybridformen haben das Ziel, die Vorteile von Widerstands- und Auftriebsläufer bei verschiedenen Windgeschwindigkeiten zu kombinieren. Im unteren Geschwindigkeitsbereich wirkt das hohe Drehmoment des Widerstandsläufers, sodass kein Startermotor erforderlich ist. Im oberen Geschwindigkeitsbereich wirkt das hohe Drehmoment des Auftriebsläufers. Hybridformen sind so flexibler einsetzbar, erreichen aber nicht so hohe Leistungsbeiwerte und somit Leistungen wie reine Auftriebsläufer.

## Vor- und Nachteile, Einsatzgebiete
Aufgrund ihres konstruktiven Aufbaus und ihres physikalischen Wirkprinzips weisen Vertikalachser eine Reihe von Vor- und Nachteilen auf:
Vorteile:
- Keine Windrichtungsnachführung notwendig
- einfacher und robuster Aufbau
- unempfindlich gegen wechselnde Winde (Stärke und Richtung)
- Generator und Getriebe können leicht zugänglich in Bodennähe angeordnet werden

Nachteile:
- geringe Leistungsbeiwerte, insbesondere bei Widerstandsläufer[11]
- pulsierendes Drehmoment (kann durch Verdrillen des Rotors gemindert werden → Helix-Form)
- nur in Bodennähe zu installieren, dort jedoch geringe Windgeschwindigkeit
- evtl. Hilfsmotor als Anlaufhilfe erforderlich bei Auftriebsläufern
- leistungsfähige Auftriebsläufer neigen zu Schwingungen an den Flügeln
- kann bei Sturm nicht zum Schutz aus dem Wind gedreht werden
- wegen geringer Leistungsbeiwerte höhere spezifische Windlast
- die Flügel erfordern eine extra Haltekonstruktion, was die Windlast weiter erhöht

Einsatzgebiete:

Insbesondere aufgrund der geringen Leistung hatten sich Vertikalachser für den großtechnischen Einsatz zur Stromerzeugung nicht durchgesetzt. Hier kommen fast ausschließlich Horizontalachser zum Einsatz.
Die Einsatzgebiete für Vertikalachser, insbesondere Widerstandsläufer, liegen vorwiegend in Bereichen, wo nur eine vergleichsweise geringe Leistung benötigt wird, und wo die Vorteile, insbesondere die einfache Bauweise und die Unempfindlichkeit, überwiegen. Da sie mit vergleichsweise einfachen Mitteln hergestellt werden können, werden sie häufig im Selbstbau für den Heimbereich genutzt.
Als Windgenerator zur Stromerzeugung kommen Vertikalachsrotoren vorwiegend zur Versorgung von Inselnetzen oder -anlagen, zum Laden von Akkus oder als Windenergieheizung zum Einsatz. Selten wird eine Einspeisung in das öffentliche Netz vorgenommen.
Als mechanischer Antrieb werden Vertikalachsrotoren manchmal beispielsweise zum Antrieb von Pumpwerken für die Be- und Entwässerung verwendet. Verbreitet ist auch die Verwendung in der Heizungs- und Lüftungstechnik zur Verstärkung des Naturzuges durch Lüfter mit VAWT-Antrieb, welche auf Dächer oder Kamine aufgesetzt sind.
Auch Whirligig-Windspielzeuge und windgetriebene kinetische Skulpturen weisen häufig eine vertikale Drehachse auf.

## Analogien zu Wasserturbinen
Obwohl bei Wasserturbinen (bis auf wenige Spezialanwendungen wie in Gezeiten-, Meeresströmungs- oder Wellenkraftwerken) die Strömung in ihrer Richtung annähernd konstanter ist und somit das große Argument der Richtungsunabhängigkeit entfällt, werden Querstromturbinen auch als Wasserturbinen verwendet:
- Klassische Wasserräder, auch Horizontalräder sind nur eingeschränkt mit VAWTs vergleichbar, da das Rad nicht quer durchströmt, sondern nur einseitig tangential umströmt wird.
- Ossberger-Turbine: Wasser-Durchströmturbine
- Gorlov-Turbine: ähnlich einem verdrillten H-Darrieus-Rotor

## Aktuelle Projekte

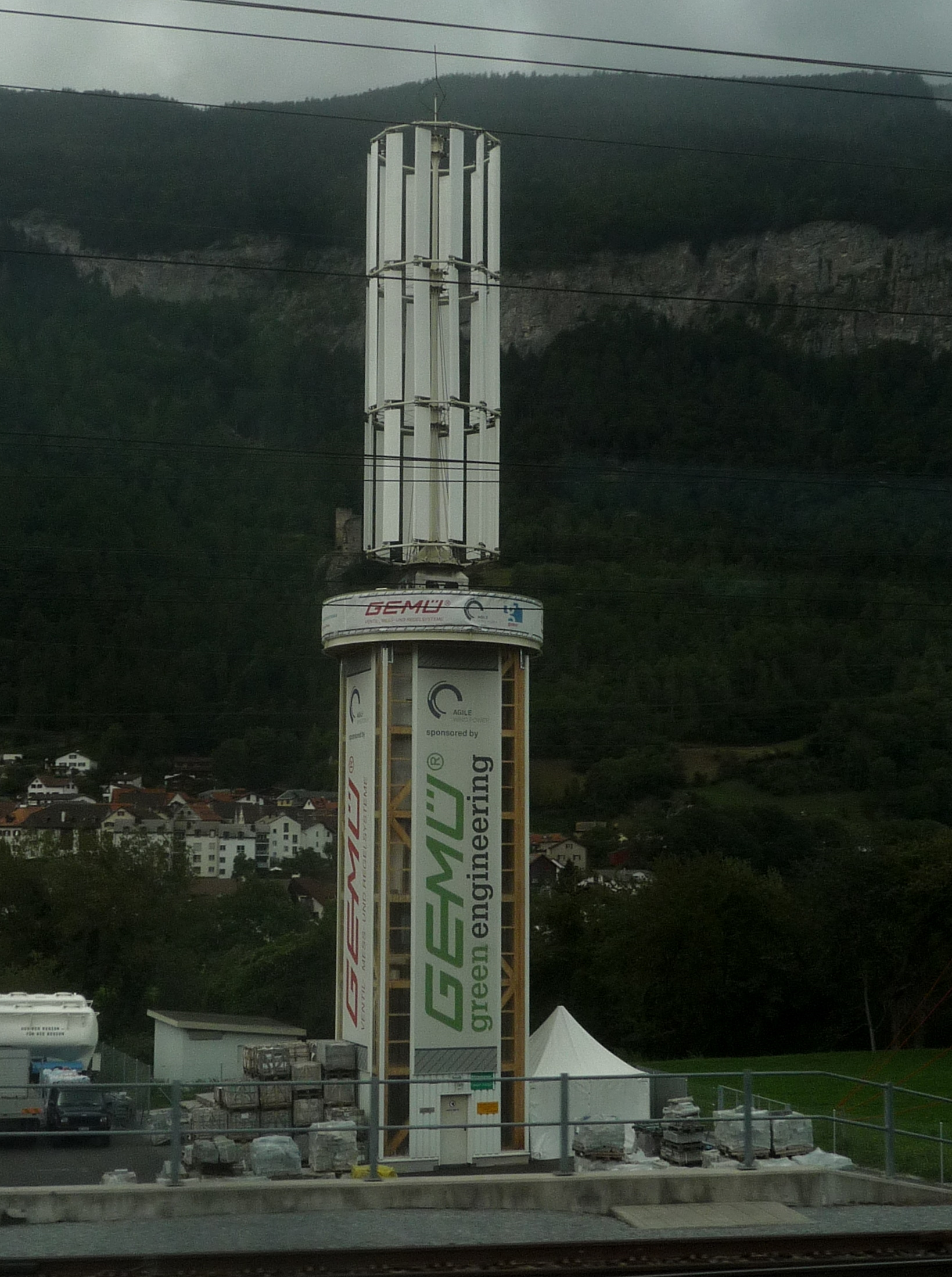
Die Agile Wind Power Versuchsanordnung in Haldenstein 2013

Die Schweizer Firma Agile Wind Power entwickelte eine Vertikalturbine mit Echtzeit-Rotorblatt-Pitch-Steuerung. Damit soll es möglich sein, die Rotorblätter schnell optimal der Windrichtung anzupassen und damit einen besseren Wirkungsgrad als bei den bisherigen Modellen zu erreichen. 
Im Jahr 2011 begannen Tests auf einem Sattelauflieger in Dübendorf. Eine erste Versuchsanlage beim Bahnhof Haldenstein knickte im Oktober 2013 während eines Föhnsturms. Die dortigen Versuche wurden noch zwei Jahre weiter geführt. Die Firma gründete in Deutschland eine Niederlassung am Flugplatz Lemwerder, um dort die Rotorenfertigung zu starten. Außerdem wurde auf dem Windtestfeld Grevenbroich im September 2020 ein erster Prototyp für Tests in Betrieb genommen, der im November havarierte. Nach genauer Analyse wurden die bestehenden Rotorteile Im Sommer 2021 abgebaut und neue entsprechend modifizierte Teile produziert.